# John McEnroe
John Patrick McEnroe, Jr. (Wiesbaden, Njemačka, 16. veljače 1959.) bivši je profesionalni američki tenisač, koji je ukupno 170 tjedana bio prvi na ATP ljestvici, te teniski trener. 

## Profesionalna karijera
Tijekom karijere, pobijedio je na sedam Grand Slam turnira u pojedinačnoj konkurenciji, od kojih tri u Wimbledonu i četiri na US Openu, devet Grand Slam naslova u parovima, i jedan u mješovitim parovima. Ostao je zapamćen po virtuoznim potezima i vrhunskim volejima,  rivalstvom s Björnom Borgom, Jimmyjem Connorsom i Ivanom Lendlom, svadljivom ponašanju na terenu, kojim je često dolazio u sukob sa sucima i teniskim službenicima i čuvenoj uzrečici "You can not be serious!" upućenoj sucu za vrijeme meča u Wimbledonu. Uveden je u International Tennis Hall of Fame 1999. godine.
McEnroe je također stariji brat Patricka McEnroea, također profesionalnog tenisača i aktualnog kapetana američkog Davis Cup tima, dužnost koju je ranije obavljao i John McEnroe. Danas je često komentator na tv prenosima Grand Slam turnira.

## Vanjske poveznice
- John McEnroe  - Association of Tennis Professionals
- John McEnroe   Arhivirana inačica izvorne stranice od 4. lipnja 2011. (Wayback Machine) - International Tennis Federation